# Миланский синод
Свяще́нный мила́нский сино́д (итал. Santo Sinodo di Milan, также известна как Правосла́вная автоно́мная митропо́лия За́падной Евро́пы и Аме́рики, Metropolia Ortodossa Autonoma d'Europa Occidentale e d'America) — неканоническая юрисдикция православной традиции, основанная в 1990 году. Основателем и долголетним предстоятелем данной юрисдикции являлся Евлогий (Хесслер), который носил титул «митрополита Миланского и Аквилейского».

## История
Появление данной неканонической юрисдикции связано с именем бывшего клирика Западноевропейского экзархата Русской православной церкви Евлогия (Хесслера), перешедшего в юрисдикцию греческого старостильного «Флоринского синода (Авксентия)», где он 9 сентября 1984 года был «рукоположён» во «епископа Миланского».
В 1985 году автономная «Митрополия Западной Европы», клириком который был «епископ» Евлогий, отделилась от «Флоринского синода» и начала самостоятельное существование, после чего Евлогия возвели в сан «архиепископа».
На завершающей стадии переговоров руководства «Православной церкви Португалии» о вхождении в юрисдикцию Польской православной церкви «архиепископ» Евлогий выразил протест и 27 сентября 1990 года вместе с некоторыми другими «клириками» и «епископами» провозгласил образование новой неканонической юрисдикции, получившей наименование «Православная автономная митрополия Западной Европы» («Священный миланский синод»), и в тот же день возведён в сан «митрополита».
В 1990 году «иерархи» «Миланского синода» вступили в общение с главой неканонической Украинской православной церковью в США митрополитом Мстиславом (Скрипником), который в 1992 году стал формальным главой неканонического Украинской православной церкви Киевского патриархата (УПЦ КП).
В 1994 году «митрополит» Евлогий (Хесслер) посетил УПЦ КП и встретился с её главой Владимиром (Романюком). Итогом состоявшихся переговоров стало соглашение о включении «Священного миланского синода» в состав УПЦ КП на правах автономии. Томосом от 20 марта 1994 года патриарх Владимир (Романюк) провозгласил акт учреждения «Автономной западноевропейской митрополии» в составе УПЦ КП. «Первоиерарх» новообразованной автономии получил титул «Блаженнейшего архиепископа Милана, митрополита всея Западной Европы и Канады».
После избрания в 1995 года Филарета (Денисенко) патриархом Киевским и всея Руси-Украины между лидерами этих групп возникло взаимное отчуждение. Патриарх Филарет направил в 1996 году телеграмму «митрополиту» Евлогию с требованием отказаться от юрисдикционного возглавления приходов на американском континенте, а также требовал прекращения ношения Евлогием белого патриаршего клобука с херувимами. В ответ на эту телеграмму «Миланский синод» прервал общение с Филаретом и УПЦ КП.
11 августа 1996 года от «Миланского синода» отделились несколько западнообрядных «клириков» с приходами, провозгласивших создание «Французской православной церкви».
В 1997 году к «Миланскому синоду» присоединился «Синод православных епископов Западного обряда», при этом его «епископы» были «перерукоположены».
В декабре 2007 года было установлено литургическое общение с «митрополитом Авлонским» Ангелом (Анастасиу) и иерархией «Авлонской митрополии».

### Период нестабильности
27 февраля 2011 года американской части «Миланского синода» была предоставлена автономия под названием «Автономная православная митрополия Америки и Великобритании» (англ. Autonomous Orthodox Metropolia of North and South America and the British Isles), однако уже к 22 марта 2011 года общение между «Миланским синодом» и «Американской митрополией» были разорваны, причиной чему послужило заявление «Миланского синода» о признании Русской православной церкви единственной легитимной церковью в России и желание войти в её состав.
4 апреля 2011 года Евлогий (Хесслер) от лица руководимой им структуры официально заявил о разрыве литургического общения со всеми неканоническими религиозными сообществами и о желании перейти в юрисдикцию Русской православной церкви Московского патриархата.
В мае 2011 года к «Миланскому синоду» присоединились «клирики», отделившиеся от новоизбранного главы неканонической «Православной церкви Италии» «епископа» Василия (Грилло Мичели).
В августе 2011 году «епископ Испанский» Павел (Альварес) в сане архимандрита был присоединён митрополитом Иларионом (Капралом) к юрисдикции Русской православной церкви заграницей. Случаи перехода клириков и общин «Миланского синода» в Русскую православную церковь бывали и раньше.
В конце 2011 года «генеральный секретарь» «архиепископ» Авундий (Бика), главный сторонник присоединения к Русской церкви, был отправлен на покой, а в январе 2012 года было восстановлено общение с «Авлонской митрополией», расторгнутое уже через несколько дней.
В начале 2012 года юрисдикцию «Миланского синода» покинул «епископ Монакский» Борис.

### Расформирование Синода
В марте 2012 года «архиепископ» Авундий (Бика) приостановил своё служение в качестве «епископа» и официально заявил о желании присоединиться к Русской православной церкви.
8 апреля 2012 года Евлогий (Хесслер) заявил о приостановлении служения в полученном в расколе архиерейском сане и совершил Божественную литургию в сане архимандрита, продолжая ношение панагии. Своё решение он мотивировал стремлением выйти из состояния раскола и воссоединиться с Русской православной церковью Московского патриархата:
Припадая к Вашим первосвятительским стопам, мы, члены так называемой «митрополии Милана и Аквилеи», искренне каемся в тяжком грехе раскола и искренне просим Ваше Святейшество принять нас в лоно Русской Православной Церкви.
Испрашивая прощения не только в том, что в разное время уклонились в раскол, создав незаконное неканоническое сборище под названием «митрополия Милана и Аквилеи», но и поддержали других раскольников, в том числе на канонической территории Русской Православной Церкви. <…>

Припадаем к Вашей Святыне с мольбой о прощении нашего тяжкого греха и слёзно просим впустить нас в церковную ограду как заблудших, принять нас в юрисдикцию Московского патриархата в том сане, в котором мы вышли из канонической Церкви, и не лишать нас чаемой возможности быть причастниками спасительных таинств в благодати Святого Духа в лоне истинной Церкви Господа нашего Иисуса Христа.
Часть «клира» во главе с «епископом Бергамским» Онуфрием (Попом), не пожелавших приносить покаяние, создала новую юрисдикцию — «Автономную православную митрополию Европы и Запада» (итал. Metropolia Ortodossa Autonoma dell Europa dell Ovest). «Иерархами» автономной «Американской митрополии» «епископу» Онуфрию был усвоен титул «митрополита», а ряд новых священнослужителей «рукоположены» в сан «епископов».
Желавшие же объединения с Русской церковью объединились в «Православный экзархат Лонгобардии» (итал. Esarcato Ortodosso di Longobardia), который насчитывал 13 приходов в Италии, три в Испании и один в Великобритании.

### Восстановление Синода
В июле 2013 года, не дождавшись ответа от Московского патриархата, Евлогий (Хесслер) и Авундий (Бика) вернули себе статус «архиереев», переименовали «Православный экзархат Лонгобардии» в «Священный миланский синод», а также приняли в свою юрисдикцию «епископа Сан Джулио Д’Орта» Владимира (Фричи). На заседании 9 сентября 2013 года был восстановлен независимый синодальный орган.
К середине сентября 2013 года в состав «Миланского синода» вернулся «архиепископ Монако» Борис, в своё время отказавшийся от возможного воссоединения с канонической Церковью.